# Liste des cantons de l'Orne

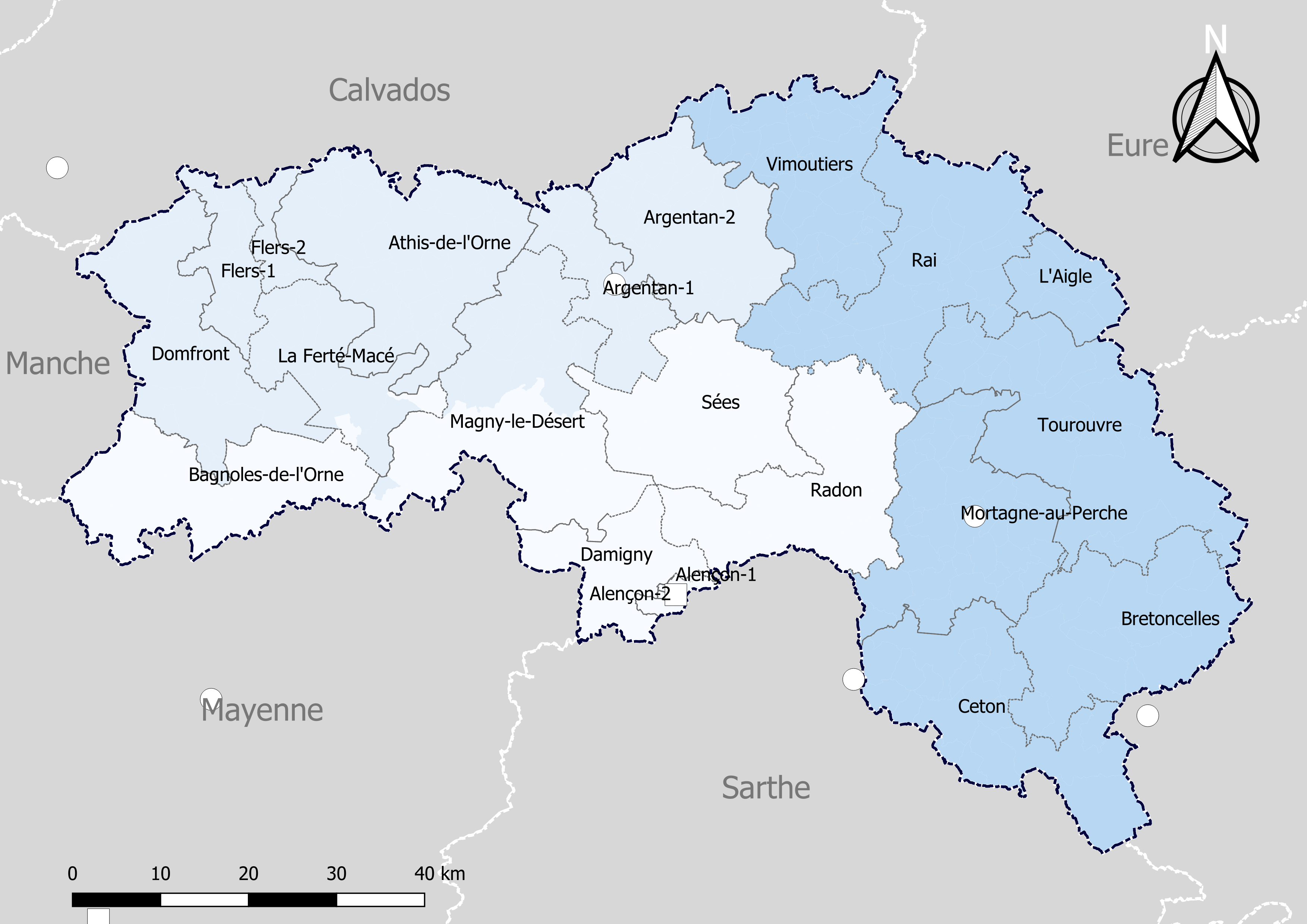
Découpage cantonal du département de l’Orne, avec en surimpression les arrondissements (en nuances de bleu) - Carte arrêtée au 1er janvier 2019.

Le département de l'Orne compte 21 cantons depuis le redécoupage cantonal de 2014 (40 cantons auparavant).

## Histoire

### Découpage cantonal de 1982 à 2015

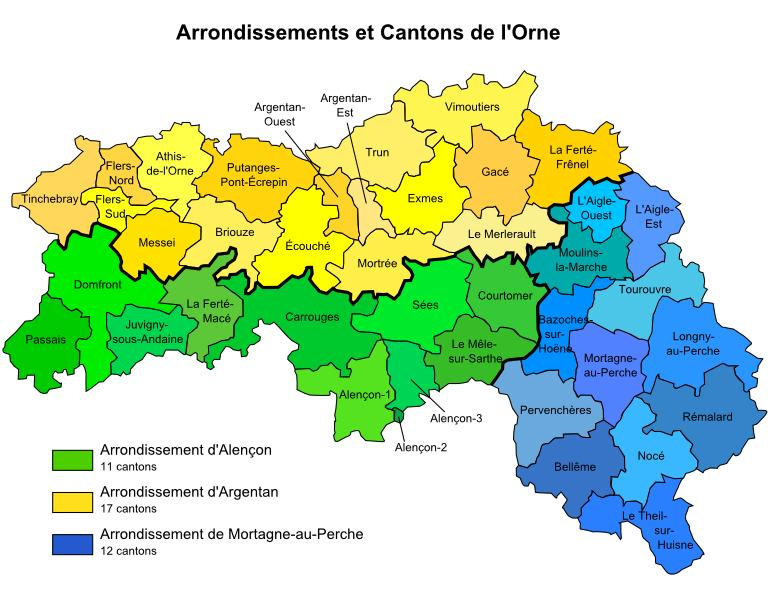
Découpage cantonal de l'Orne antérieur à 2015.

Liste des 40 cantons de l'Orne, par arrondissement :
- Arrondissement d'Alençon (11 cantons) : canton d'Alençon-1 - canton d'Alençon-2 - canton d'Alençon-3 - canton de Carrouges - canton de Courtomer - canton de Domfront - canton de La Ferté-Macé - canton de Juvigny-sous-Andaine - canton du Mêle-sur-Sarthe - canton de Passais - canton de Sées
- Arrondissement d'Argentan (17 cantons) : canton d'Argentan-Est - canton d'Argentan-Ouest - canton d'Athis-de-l'Orne - canton de Briouze - canton d'Écouché - canton d'Exmes - canton de La Ferté-Frênel - canton de Flers-Nord - canton de Flers-Sud - canton de Gacé - canton du Merlerault - canton de Messei - canton de Mortrée - canton de Putanges-Pont-Écrepin - canton de Tinchebray - canton de Trun - canton de Vimoutiers
- Arrondissement de Mortagne-au-Perche (12 cantons) : canton de L'Aigle-Est - canton de L'Aigle-Ouest - canton de Bazoches-sur-Hoëne - canton de Bellême - canton de Longny-au-Perche - canton de Mortagne-au-Perche - canton de Moulins-la-Marche - canton de Nocé - canton de Pervenchères - canton de Rémalard - canton du Theil - canton de Tourouvre

### Redécoupage cantonal de 2014
Dans la poursuite de la réforme territoriale engagée en 2010, l'Assemblée nationale adopte définitivement le 17 avril 2013 la réforme du mode de scrutin pour les élections départementales destinée à garantir la parité hommes/femmes. Les lois (loi organique 2013-402 et loi 2013-403) sont promulguées le 17 mai 2013. Un nouveau découpage territorial est défini par décret du 25 février 2014 pour le département de l'Orne. Celui-ci entre en vigueur lors du premier renouvellement général des assemblées départementales suivant la publication du décret, soit en mars 2015. Les conseillers départementaux sont élus au scrutin majoritaire binominal mixte. Les électeurs de chaque canton éliront au Conseil départemental, nouvelle appellation des Conseils généraux, deux membres de sexe différent, qui se présenteront en binôme de candidats. Les conseillers départementaux seront élus pour 6 ans au scrutin binominal majoritaire à deux tours, l'accès au second tour nécessitant 10 % des inscrits au 1er tour. En outre la totalité des conseillers départementaux est renouvelée.
Ce nouveau mode de scrutin nécessite un redécoupage des cantons dont le nombre est divisé par deux avec arrondi à l'unité impaire supérieure si ce nombre n'est pas entier impair et avec des conditions de seuils minimaux. Dans l'Orne le nombre de cantons passe ainsi de 40 à 21.
Les critères du remodelage cantonal sont les suivants : le territoire de chaque canton doit être défini sur des bases essentiellement démographiques, le territoire de chaque canton doit être continu et les communes de moins de 3 500 habitants sont entièrement comprises dans le même canton. Il n’est fait référence, ni aux limites des arrondissements, ni à celles des circonscriptions législatives.
Conformément à de multiples décisions du Conseil constitutionnel depuis 1985 et notamment  sa décision no 2010-618 DC du 9 décembre 2010, il est admis que le principe d’égalité des électeurs au regard des critères démographiques est respecté lorsque le ratio conseiller/habitant de la circonscription est compris dans une fourchette de 20 % de part et d'autre du ratio moyen conseiller/habitant du département. Pour le département de l'Orne, la population de référence est la population légale en vigueur au 1er janvier 2013, à savoir la population millésimée 2010, soit 291 642 habitants. Avec 21 cantons la population moyenne par conseiller départemental est de 13 888 habitants. Ainsi la population de chaque nouveau canton doit-elle être comprise entre 11 110 habitants et 16 665 habitants pour respecter le principe de l'égalité citoyenne au vu des critères démographiques.

## Composition actuelle

### Composition détaillée
| N° | Nom du Canton                | Bureau centralisateur        | Population 2012 | Écart /moyenne | Nombre de communes entières | Communes composant le canton |
| -- | ---------------------------- | ---------------------------- | --------------- | -------------- | --------------------------- | --- |
| 1  | L'Aigle                      | L'Aigle                      | 12 587          | 0,91           | 7                           | L'Aigle, Chandai, Saint-Martin-d'Écublei, Saint-Michel-Tubœuf, Saint-Ouen-sur-Iton, Saint-Sulpice-sur-Risle, Vitrai-sous-Laigle. |
| 2  | Alençon-1                    | Alençon                      | 15 995          |                | 1 + fraction Alençon        | 1° La commune suivante : Cerisé. 2° La partie de la commune d'Alençon située au nord d'une ligne définie par l'axe des voies et limites suivantes : depuis la limite territoriale de la commune de Saint-Germain-du-Corbéis, avenue de Koutiala, rue de Guerame, place Candie, rue Candie, rond-point, rue Antoine-Jullien, place du Commandant-Daniel-Desmeulles, cours Georges-Clemenceau, Grande-Rue, rue du Pont-Neuf, cours de la Sarthe, boulevard de la République, rue de la Fuie-des-Vignes, ligne de chemin de fer, cours de la Sarthe, jusqu'à la limite territoriale de la commune de Saint-Paterne. |
| 3  | Alençon-2                    | Alençon                      | 14 944          |                | 1 + fraction Alençon        | 1° La commune suivante : Saint-Germain-du-Corbéis. 2° La partie de la commune d'Alençon non incluse dans le canton d'Alençon-1. |
| 4  | Argentan-1                   | Argentan                     | 13 476          |                | 14 + fraction Argentan      | 1° Les communes suivantes : Aunou-le-Faucon, Boischampré, Brieux, Commeaux, Juvigny-sur-Orne, Montabard, Moulins-sur-Orne, Nécy, Occagnes, Ri, Rônai, Sai, Sarceaux, Sévigny. 2° La partie de la commune d'Argentan située à l'ouest d'une ligne définie par l'axe des voies et limites suivantes : depuis la limite territoriale de la commune de Sai, cours du bras principal de l'Orne, avenue de la Forêt-Normande, boulevard du Général-de-Gaulle, place Mahé, place du Docteur-Couinaud, rue Wladimir-Martel, rue Fontaine, rue du 104e-Régiment-d'Infanterie, rue des Rédemptoristes, rue Jacques-Gabriel, rue Jeanne-d'Arc, rue Mézerette, avenue de Paris, place des Trois-Croix, rue des Petits-Fossés (route départementale 926), rue des Maisons-Bruneaux, route de Sévigny, jusqu'à la limite territoriale de la commune de Sévigny. |
| 5  | Argentan-2                   | Argentan                     | 14 548          |                | 20 + fraction Argentan      | 1° Les communes suivantes : Bailleul, Coudehard, Coulonces, Écorches, Gouffern en Auge, Fontaine-les-Bassets, Ginai, Guêprei, Louvières-en-Auge, Merri, Mont-Ormel, Montreuil-la-Cambe, Neauphe-sur-Dive, Ommoy, Le Pin-au-Haras, Saint-Gervais-des-Sablons, Saint-Lambert-sur-Dive, Tournai-sur-Dive, Trun, Villedieu-lès-Bailleul. 2° La partie de la commune d'Argentan non incluse dans le canton d'Argentan-1. ; |
| 6  | Athis-Val de Rouvre          | Athis-Val de Rouvre          | 15 297          | 1,1            | 30                          | Athis-Val de Rouvre, Bazoches-au-Houlme, Berjou, Briouze, Cahan, Champcerie, Craménil, Durcet, Faverolles, Giel-Courteilles, Le Grais, Habloville, La Lande-Saint-Siméon, Lignou, Le Ménil-de-Briouze, Ménil-Gondouin, Ménil-Hermei, Ménil-Hubert-sur-Orne, Ménil-Vin, Montreuil-au-Houlme, Neuvy-au-Houlme, Pointel, Putanges-le-Lac, Saint-André-de-Briouze, Saint-Hilaire-de-Briouze, Saint-Philbert-sur-Orne, Sainte-Honorine-la-Chardonne, Sainte-Honorine-la-Guillaume, Sainte-Opportune, Les Yveteaux. |
| 7  | Bagnoles de l'Orne Normandie | Bagnoles-de-l'Orne-Normandie | 13 166          | 0,96           | 18                          | Bagnoles de l'Orne Normandie, Ceaucé, Juvigny-Val-d'Andaine, Mantilly, Passais Villages, Perrou, Rives-d'Andaine, Saint-Fraimbault, Saint-Mars-d'Égrenne, Saint-Roch-sur-Égrenne, Tessé-Froulay, Torchamp. |
| 8  | Bretoncelles                 | Bretoncelles                 | 11 812          | 0,85           | 12                          | Berd'huis, Bretoncelles, Cour-Maugis-sur-Huisne, La Madeleine-Bouvet, Moutiers-au-Perche, Perche-en-Nocé, Rémalard-en-Perche, Sablons-sur-Huisne, Saint-Cyr-la-Rosière, Saint-Germain-des-Grois, Saint-Pierre-la-Bruyère, Verrières. |
| 9  | Ceton                        | Ceton                        | 13 724          | 1              | 18                          | Appenai-sous-Bellême, Bellême, Belforêt-en-Perche, Bellou-le-Trichard, Ceton, La Chapelle-Souëf, Chemilli, Dame-Marie, Igé, Origny-le-Roux, Pouvrai, Saint-Fulgent-des-Ormes, Saint-Germain-de-la-Coudre, Saint-Hilaire-sur-Erre, Saint-Martin-du-Vieux-Bellême, Suré, Val-au-Perche, Vaunoise. |
| 10 | Damigny                      | Damigny                      | 13 489          | 0,97           | 16                          | Colombiers, Condé-sur-Sarthe, Cuissai, Damigny, La Ferrière-Bochard, Gandelain, Héloup, Lalacelle, Lonrai, Mieuxcé, Pacé, La Roche-Mabile, Saint-Céneri-le-Gérei, Saint-Denis-sur-Sarthon, Saint-Nicolas-des-Bois, Valframbert. |
| 11 | Domfront en Poiraie          | Domfront en Poiraie          | 15 751          | 1,14           | 13                          | Avrilly, Champsecret, Chanu, Domfront en Poiraie, Lonlay-l'Abbaye, Le Ménil-Ciboult, Montsecret-Clairefougère, Saint-Bômer-les-Forges, Saint-Brice, Saint-Christophe-de-Chaulieu, Saint-Gilles-des-Marais, Saint-Quentin-les-Chardonnets, Tinchebray-Bocage. |
| 12 | La Ferté-Macé                | la Ferté-Macé                | 15 655          | 1,14           | 13                          | Banvou, Beauvain, Bellou-en-Houlme, La Coulonche, Dompierre, Échalou, La Ferrière-aux-Étangs, La Ferté-Macé, Lonlay-le-Tesson, Messei, Les Monts-d'Andaine, Saint-André-de-Messei, Saires-la-Verrerie. |
| 13 | Flers-1                      | Flers                        | 15 675          |                | 12 + fraction Flers         | 1° Les communes suivantes : La Bazoque, Caligny, Cerisy-Belle-Étoile, La Chapelle-au-Moine, La Chapelle-Biche, Le Châtellier, La Lande-Patry, Landisacq, Moncy, Saint-Clair-de-Halouze, Saint-Paul, Saint-Pierre-d'Entremont. 2° La partie de la commune de Flers située à l'ouest d'une ligne définie par l'axe des voies et limites suivantes : depuis la limite territoriale de la commune de Saint-Georges-des-Groseillers, rue de la Planchette, rue du Moulin, rue Henri-Veniard, place du Général-de-Gaulle, rue du 6-Juin, rue de Domfront, place du Maréchal-de-Lattre-de-Tassigny, rue de Domfront, ligne de chemin de fer, jusqu'à la limite territoriale de la commune de La Selle-la-Forge. |
| 14 | Flers-2                      | Flers                        | 15 252          |                | 6 + fraction Flers          | 1° Les communes suivantes : Aubusson, Landigou, Montilly-sur-Noireau, Saint-Georges-des-Groseillers, Saint-Pierre-du-Regard, La Selle-la-Forge. 2° La partie de la commune de Flers non incluse dans le canton de Flers-1. |
| 15 | Magny-le-Désert              | Magny-le-Désert              | 12 931          | 0,93           | 35                          | Avoine, Boucé, Carrouges, Chahains, Le Champ-de-la-Pierre, La Chaux, Ciral, Écouché-les-Vallées, Fleuré, Joué-du-Bois, Joué-du-Plain, La Lande-de-Goult, La Lande-de-Lougé, Lougé-sur-Maire, Magny-le-Désert, Méhoudin, Le Ménil-Scelleur, Monts-sur-Orne, La Motte-Fouquet, L'Orée-d'Écouves, Rânes, Rouperroux, Saint-Brice-sous-Rânes, Saint-Ellier-les-Bois, Saint-Georges-d'Annebecq, Saint-Martin-des-Landes, Saint-Martin-l'Aiguillon, Saint-Ouen-le-Brisoult, Saint-Patrice-du-Désert, Saint-Sauveur-de-Carrouges, Sainte-Marguerite-de-Carrouges, Sainte-Marie-la-Robert, Sevrai, Tanques, Vieux-Pont. |
| 16 | Mortagne-au-Perche           | Mortagne-au-Perche           | 14 611          | 1,06           | 33                          | Bazoches-sur-Hoëne, Bellavilliers, Boëcé, Champeaux-sur-Sarthe, La Chapelle-Montligeon, Comblot, Corbon, Coulimer, Courgeon, Courgeoût, Feings, Loisail, Mauves-sur-Huisne, La Mesnière, Montgaudry, Mortagne-au-Perche, Parfondeval, Pervenchères, Le Pin-la-Garenne, Réveillon, Saint-Aquilin-de-Corbion, Saint-Aubin-de-Courteraie, Saint-Denis-sur-Huisne, Saint-Germain-de-Martigny, Saint-Hilaire-le-Châtel, Saint-Jouin-de-Blavou, Saint-Langis-lès-Mortagne, Saint-Mard-de-Réno, Saint-Martin-des-Pézerits, Saint-Ouen-de-Sécherouvre, Sainte-Céronne-lès-Mortagne, Soligny-la-Trappe, Villiers-sous-Mortagne. |
| 17 | Écouves                      | Écouves                      | 11 429          | 0,82           | 37                          | Aunay-les-Bois, Barville, Brullemail, Buré, Bures, Bursard, Le Chalange, Coulonges-sur-Sarthe, Courtomer, Écouves, Essay, Ferrières-la-Verrerie, Gâprée, Hauterive, Laleu, Larré, Marchemaisons, Le Mêle-sur-Sarthe, Le Ménil-Broût, Ménil-Erreux, Le Ménil-Guyon, Montchevrel, Neuilly-le-Bisson, Le Plantis, Saint-Agnan-sur-Sarthe, Saint-Aubin-d'Appenai, Saint-Germain-le-Vieux, Saint-Julien-sur-Sarthe, Saint-Léger-sur-Sarthe, Saint-Léonard-des-Parcs, Saint-Quentin-de-Blavou, Sainte-Scolasse-sur-Sarthe, Semallé, Tellières-le-Plessis, Trémont, Les Ventes-de-Bourse, Vidai. |
| 18 | Rai                          | Rai                          | 13 092          | 0,95           | 26                          | Aube, Les Authieux-du-Puits, Beaufai, Champ-Haut, Échauffour, Écorcei, Fay, La Ferté-en-Ouche, La Genevraie, Godisson, La Gonfrière, Lignères, Mahéru, Ménil-Froger, Le Ménil-Vicomte, Le Merlerault, Nonant-le-Pin, Planches, Rai, Saint-Évroult-Notre-Dame-du-Bois, Saint-Germain-de-Clairefeuille, Saint-Nicolas-de-Sommaire, Saint-Pierre-des-Loges, Saint-Symphorien-des-Bruyères, Sainte-Gauburge-Sainte-Colombe, Touquettes. |
| 19 | Sées                         | Sées                         | 11 566          | 0,82           | 21                          | Almenêches, Aunou-sur-Orne, Belfonds, La Bellière, Boissei-la-Lande, Boitron, Le Bouillon, Le Cercueil, Chailloué, La Chapelle-près-Sées, Le Château-d'Almenêches, La Ferrière-Béchet, Francheville, Macé, Médavy, Montmerrei, Mortrée, Neauphe-sous-Essai, Saint-Gervais-du-Perron, Sées, Tanville. |
| 20 | Tourouvre au Perche          | Tourouvre au Perche          | 13 432          | 0,97           | 23                          | Les Aspres, Auguaise, Beaulieu, Bizou, Bonnefoi, Bonsmoulins, Brethel, La Chapelle-Viel, Charencey, Crulai, La Ferrière-au-Doyen, Les Genettes, L'Hôme-Chamondot, Irai, Longny-les-Villages, Le Mage, Le Ménil-Bérard, Les Menus, Moulins-la-Marche, Le Pas-Saint-l'Homer, Saint-Hilaire-sur-Risle, Tourouvre au Perche, La Ventrouze. |
| 21 | Vimoutiers                   | Vimoutiers                   | 11 583          | 0,85           | 32                          | Aubry-le-Panthou, Avernes-Saint-Gourgon, Le Bosc-Renoult, Camembert, Canapville, Les Champeaux, Champosoult, Chaumont, Cisai-Saint-Aubin, Coulmer, Croisilles, Crouttes, La Fresnaie-Fayel, Fresnay-le-Samson, Gacé, Guerquesalles, Mardilly, Ménil-Hubert-en-Exmes, Neuville-sur-Touques, Orgères, Pontchardon, Le Renouard, Résenlieu, Roiville, Saint-Aubin-de-Bonneval, Saint-Évroult-de-Montfort, Saint-Germain-d'Aunay, Sap-en-Auge, Le Sap-André, Ticheville, La Trinité-des-Laitiers, Vimoutiers. |
|    |                              |                              | 290 015         |                | 505                         | |

### Répartition par arrondissement
Contrairement à l'ancien découpage où chaque canton était inclus à l'intérieur d'un seul arrondissement, le nouveau découpage territorial s'affranchit des limites des arrondissements. Certains cantons peuvent être composés de communes appartenant à des arrondissements différents. Dans le département de l'Orne, c'est le cas de sept cantons (Domfront, La Ferté-Macé, Flers-1, Magny-le-Désert, Radon, Rai et Sées).
Le tableau suivant présente la répartition par arrondissement :
| N° | Canton             | Alençon              | Argentan               | Mortagne-au-Perche | Total                  |
| -- | ------------------ | -------------------- | ---------------------- | ------------------ | ---------------------- |
| 1  | L'Aigle            |                      |                        | 7                  | 7                      |
| 2  | Alençon-1          | 1 + fraction Alençon |                        |                    | 1 + fraction Alençon   |
| 3  | Alençon-2          | 1 + fraction Alençon |                        |                    | 1 + fraction Alençon   |
| 4  | Argentan-1         |                      | 18 + fraction Argentan |                    | 18 + fraction Argentan |
| 5  | Argentan-2         |                      | 33 + fraction Argentan |                    | 33 + fraction Argentan |
| 6  | Athis-de-l'Orne    |                      | 45                     |                    | 45                     |
| 7  | Bagnoles-de-l'Orne | 23                   |                        |                    | 23                     |
| 8  | Bretoncelles       |                      |                        | 24                 | 24                     |
| 9  | Ceton              |                      |                        | 28                 | 28                     |
| 10 | Damigny            | 16                   |                        |                    | 16                     |
| 11 | Domfront           | 9                    | 13                     |                    | 22                     |
| 12 | La Ferté-Macé      | 6                    | 9                      |                    | 15                     |
| 13 | Flers-1            | 1                    | 11 + fraction Flers    |                    | 12 + fraction Flers    |
| 14 | Flers-2            |                      | 6 + fraction Flers     |                    | 6 + fraction Flers     |
| 15 | Magny-le-Désert    | 25                   | 21                     |                    | 46                     |
| 16 | Mortagne-au-Perche |                      |                        | 33                 | 33                     |
| 17 | Radon              | 34                   |                        | 5                  | 39                     |
| 18 | Rai                | 1                    | 26                     | 8                  | 35                     |
| 19 | Sées               | 15                   | 9                      |                    | 24                     |
| 20 | Tourouvre          |                      |                        | 41                 | 41                     |
| 21 | Vimoutiers         |                      | 33                     |                    | 33                     |
|    |                    | 133                  | 226                    | 146                | 505                    |